# Podkylava
Podkylava (in ungherese Szakadék) è un comune della Slovacchia facente parte del distretto di Myjava, nella regione di Trenčín.